# Орхан Мустафі
Орхан Мустафі (Orhan Mustafi, 4 квітня 1990, Куманово, СФРЮ) — швейцарський футболіст, нападник.

## Біографія

### Клубна кар'єра
Займався футболом в академії «Грассгоппера», але розпочав грати на вищому рівні за «Цюрих», де зіграв один матч у чемпіонаті, після чого перейшов у «Базель». Не зікріпившись в основі нової команди Орхан здавався в оренду в «Арау» та німецьку «Армінію» (Білефельд).
У 2011 році перейшов у рідний «Грассгоппер», з якого також віддавався в оренду в шотландський «Росс Каунті» та «Лугано».
У 2014—2016 роках виступав у другому за рівнем дивізіоні Швейцарії за «Ле-Мон».

### Збірна
Народившись у СФРЮ, Орхан тривалий час мав громадянство Македонії. У 18 років нападник отримав швейцарське громадянство і висловив бажання виступати за національну команду своєї нової батьківщини.
У складі юнацької збірної Швейцарії був учасником Євро-2009 (U-19), де забив один гол, але його збірна не вийшла з групи. В подальшому виступав і за молодіжну збірну Швейцарії.